# Kilmakho
Kilmakho (tiếng Ả Rập: كلماخو) là một ngôi làng Syria ở quận Qardaha thuộc tỉnh Latakia. Theo Cục Thống kê Trung ương Syria (CBS), Kilmakho có dân số 2.252 trong cuộc điều tra dân số năm 2004.